# Papadum
Papadum hay papad là một món ăn mỏng, giòn có dạng hình chiếc đĩa thường nấu bằng bột nhào khô, thường được làm từ bột đậu đen bóc vỏ (bột urad), xào hoặc nấu ở sức nóng khô. Bột được chế biến từ nhiều nguyên liệu khác nhau như đậu lăng, đậu gà, gạo, bột sắn hoặc khoai tây, có thể được sử dụng.
Papadum thường được phục vụ như một món phụ trong một bữa ăn ở Ấn Độ, Pakistan và Sri Lanka hoặc như một món khai vị hoặc thức ăn nhẹ, đôi khi có lớp mặt trên bánh như hành tây xắt nhỏ, cà rốt xắt nhỏ, tương ớt hoặc đồ ngâm và đồ gia vị khác. Tại một số nơi ở Ấn Độ, papadum đã được sấy khô nhưng không nấu trước, được sử dụng trong các món cà ri hay món rau.